# ISO 3166-2:FK
Die zur Kennzeichnung geografischer Einheiten dienende Liste der ISO 3166-2-Codes für die Falklandinseln enthält ausschließlich den Code für die Falklandinseln. Es existieren keine weiteren Unterteilungen.

Dieser Code besteht nur aus einem Teil. Dieser gibt den Code gemäß ISO 3166-1 (für die Falklandinseln FK) wieder.
Die aktuellen Codes stehen auf der Seite der ISO unter #iso:code:3166:FK zur Verfügung.